# Rokaj

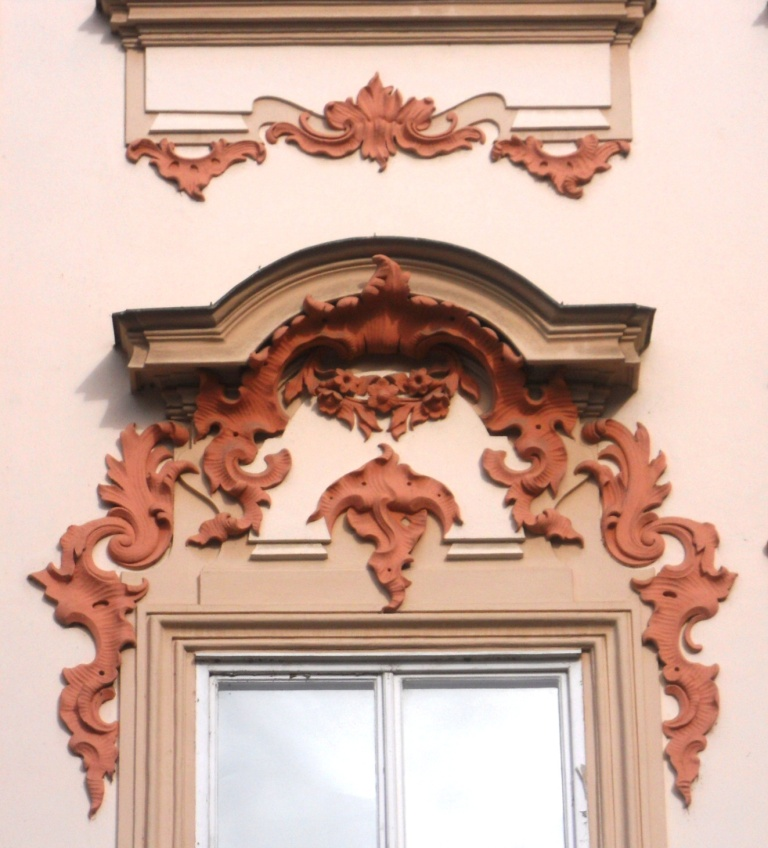
Rokaje a suprafenestra, kolem 1760 (Palác Kinských, Praha)

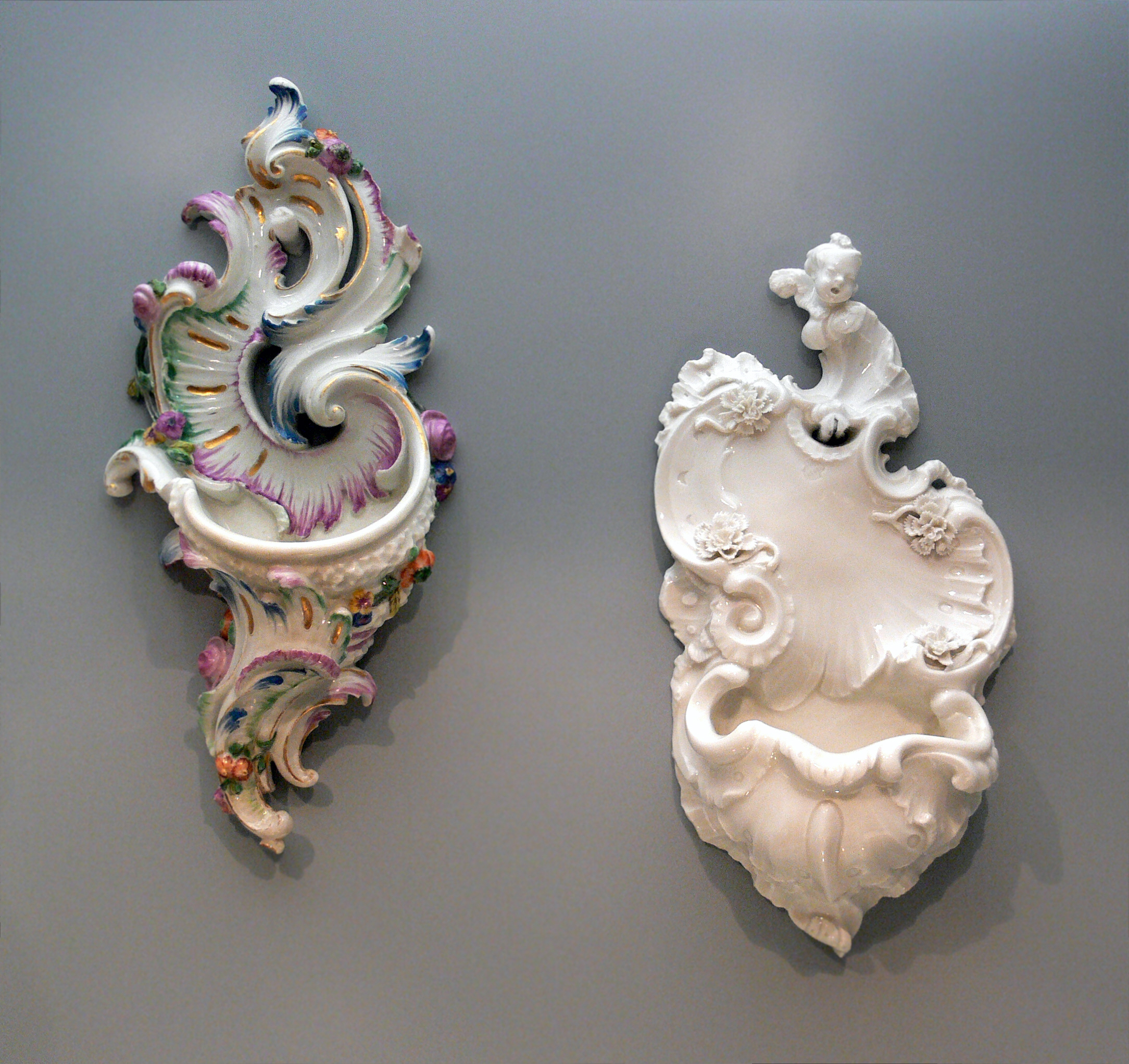
Porcelánové kropenky s motivem rokaje (Nymphenburg 1760)

Rokaj (fr. rocaille – mušlička, kamínek) je abstraktní a často nesymetrický ornament, podle kterého dostalo název rokoko.
Mívá tvar dvoustranně závitnicové mušle nebo plaménků, často kombinovaný s různými listy nebo drapérií. Základem je tvar lastury, který je vyveden do tvaru plamenů nebo zprohýbaných hřebínků.

## Historie
Vznikl původně v umělých jeskyních zámeckých parků (grotta), které se často zdobily skutečnými lasturami, a v době francouzského krále Ludvíka XV. se rozšířil téměř po celé Evropě. V Českých zemích byl hojně používán v letech 1745–1780 a potom opět v období „druhého rokoka“ koncem 19. století.

## Umístění
Vyskytuje se na fasádách, samostatně nebo kolem oken a výklenků, jako dekorace dřevěných, často zlacených rámů zrcadel, obrazů a různých kartuší, ale také na dekorativních malbách a freskách, na nábytku a porcelánu.